# Tragopogon colchicus
Tragopogon colchicus là một loài thực vật có hoa trong họ Cúc. Loài này được Albov miêu tả khoa học đầu tiên năm 1895.